# Театральная (станция метро, София)
Театральная (болг. Театрална) — станция линии М3 Софийского метрополитена. Была открыта 26 августа 2020 года в составе первого пускового участка «Хаджи Димитр» — «Красное село» линии М3.

## Описание
Станция расположена на пересечении бул. «Евлоги и Христо Георгиеви», между бул. «Янко Сакъзов» и ул. «Силистра». Центральный вестибюль разделен на две части для обслуживания северной и южной половины. Глубина заложения станции составляет 14 метров. Архитектор Константин Косев. Пол платформ и вестибюля станции сделан из армированного светло-зеленого гранита, стены облицованы ламелями из гофрированного листового металла с порошковым покрытием, а цоколи и вертикальные полосы между ними — светло и темно-зеленым гранитом. В холле установлено панно с масками. Идея его принадлежит покойному скульптору Людмилу Боневу. На станции установлены прозрачные автоматические платформенные ворота высотой 1,6 м с нержавеющими окантовками и 40-сантиметровыми полосами из гладкой нержавеющей стали внизу.